# Muhammad II de Ifriqiya

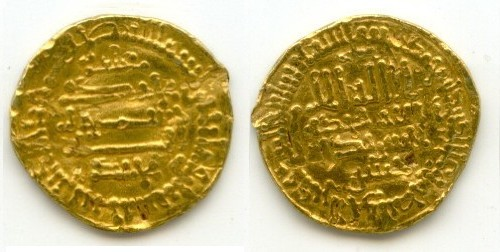
Dinar de Muhammad II

Abú'l-Gharaniq Muhammad II ibn Ahmad (en árabe: أبو الغرانيق محمد الثاني بن أحمد‎; ?-875) fue el octavo emir aglabí de Ifriqiya (864-875).
Sucedió a su tío Ziyadat Alá II (863-864), del que heredó un estado estable y próspero. Esteta amante del vino y de la caza, se entregó a la pompa y a las extravagancias. Durante su reinado se conquistó la isla de Malta y se sometió a tributo al papa Juan VIII, intimidado por las incursiones aglabíes.
Hacia el fin de su reinado una caravana de peregrinos de La Meca trajo la peste a Ifriqiya; la epidemia y una posterior hambruna diezmaron a la población y debilitaron al reino.
Le sucedió en el trono su hermano Abu Ishaq Ibrahim II (875-902).